# Escudo de las Azores
El escudo de la Región Autónoma de las Azores aparece descrito en el artículo 3.º del Decreto Regional número 4/79/A, de 10 de abril de 1979. 
En este escudo puede verse, en un campo de plata con bordura de gules (rojo) cargada con nueve estrellas de cinco puntas de oro (amarillo o dorado), un azor con sus alas extendidas de azur (azul) en un campo de plata, armado, linguado y uñado de gules.
Sostienen el escudo dos toros de sable (negro) armados de plata, colletados, encadenados y con sus cascos de oro. El toro situado en la diestra del escudo porta un estandarte en el que aparece representada la cruz de la Orden de Cristo; y el de la siniestra, otro, de gules, en el que figura representada una paloma de plata, el símbolo del Espíritu Santo.
Timbra un yelmo de oro, de frente, forrado de gules con burelete y lambrequines de plata y azur surmontado por una cimera con forma de azor, de azur, armado, linguado y uñado de gules, y cargado con nueve estrellas de oro.
Bajo las figuras de los soportes, puede leerse, en una cinta de oro, el lema: «Antes morrer livres que em paz sujeitos» (“Antes morir libres que en paz sujetos”).
El azor es el símbolo de las Islas Azores y las estrellas indican su número. Los soportes, las figuras de los toros, simbolizan la ganadería bovina, una de las fuentes de riqueza de las islas. El estandarte con los elementos de la Orden de Cristo, hace referencia a esta corporación, que fue donataria de estas islas durante el periodo colonial. El estandarte con la figura que representa al Espíritu Santo alude a uno de los cultos más antiguos y extendidos entre la población de las Azores.

## La divisa

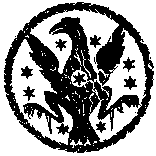
Símbolo de las Azores (1820)

La divisa Antes morrer livres que em paz sujeitos (en español:Antes morir libres que en paz sometidos) está extraída de una carta escrita el 13 de febrero de 1582 por Ciprião de Figueiredo, entonces corregidor de las Azores y un gran colaborador de D. António I, Prior de Crato, al rey Felipe II de Castilla rehusando el sometimiento de la isla Tercera a cambio de diversos favores. En respuesta a la propuesta de Felipe II, Ciprião de Figueiredo dijo: “las cosas que sufren los moradores de este afligido reino, bastarán para desengañar a vos que los que estamos fuera de ese pesado yugo, querríamos antes morir libres, que en paz sometidos. Tampoco voy a dar a los moradores de esta isla otro consejo ... porque un buen muerto es vivir para siempre ...
Antes de ser adoptada por el Parlamento azoriano como divisa de la Región Autónoma de las Azores, la frase ya era utilizada como lema de las diversas unidades militares que a lo largo de los últimos tres siglos fueron acuarteladas en el Castillo de San Juan Bautista del Monte Brasil, en Angra do Heroísmo.
- Datos: Q784081